# Кубок Югославії з футболу 1936
Кубок Югославії з футболу 1936 (хорв. Jugokup u nogometu 1936.) — кубковий футбольний турнір у Королівстві Югославія, один з передвісників футбольного Кубка Югославії. Турнір організували провідні футбольні клуби країні, незадоволені системою проведення чемпіонату Югославії 1935/36. Участь у турнірі мали брати 7 команд, але БСК знявся зі змагань, так і не зігравши жодного матчу. Переможцем змагань став клуб Югославія (Белград).

## Результати

### Чвертьфінал
| Дата                      | Команда 1           | Команда 2           | Результат |
| ------------------------- | ------------------- | ------------------- | --------- |
| 26.07.1936. / 09.08.1936. | Югославія (Белград) | ХАШК (Загреб)       | 5:0, 2:2  |
| 26.07.1936. / 09.08.1936. | Конкордія (Загреб)  | Хайдук (Спліт)      | 3:2, 0:1  |
| 09.08.1936. / 16.08.1936. | БАСК (Белград)      | Граджянскі (Загреб) | 0:2, 1:3  |
|                           | БСК (Белград)       |                     |           |

### Півфінали
| Дата                      | Команда 1           | Команда 2      | Результат |
| ------------------------- | ------------------- | -------------- | --------- |
| 23.08.1936. / 30.08.1936. | Югославія (Белград) | Хайдук (Спліт) | 3:0, 1:3  |
|                           | Граджянскі (Загреб) |                | без гри   |

### Фінал
| Дата                      | Команда 1           | Команда 2 | Результат           |
| ------------------------- | ------------------- | --------- | ------------------- |
| 25.10.1936. / 06.12.1936. | Граджянскі (Загреб) | 1:2, 0:4  | Югославія (Белград) |